# Phaonia compressipalpis
Phaonia compressipalpis este o specie de muște din genul Phaonia, familia Muscidae, descrisă de Stein în anul 1911.
Este endemică în Peru. Conform Catalogue of Life specia Phaonia compressipalpis nu are subspecii cunoscute.